# Calligaster cyanopterus
Calligaster cyanopterus är en stekelart som först beskrevs av Henri Saussure 1852.  Calligaster cyanopterus ingår i släktet Calligaster och familjen Eumenidae. Inga underarter finns listade.